# Verkündigungsfenster (Münster Ingolstadt)

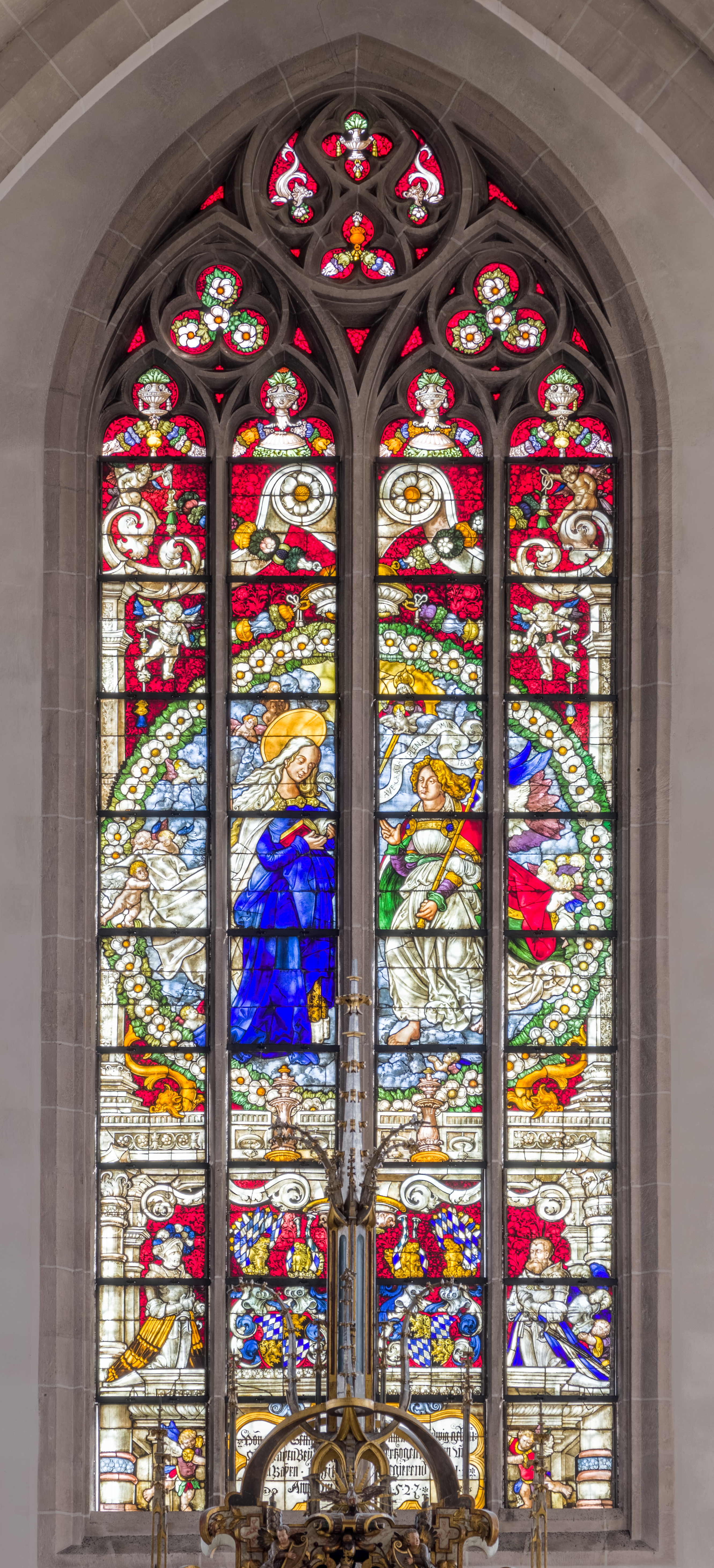
Verkündigungsfenster im Münster von Ingolstadt

Das Verkündigungsfenster im Münster in Ingolstadt, einer Stadt in Bayern, wurde 1527 von Hans Wertinger aus Landshut geschaffen. Das Bleiglasfenster in der zentralen Achse des Chors wurde von den bayerischen Herzögen Wilhelm und Ludwig gestiftet. Es stellt die Verkündigung des Herrn dar. Möglicherweise diente der „Englische Gruß“ von Veit Stoß in der Nürnberger St. Lorenzkirche als Vorbild für das Glasfenster.

## Beschreibung
In einem Kranz von weißen Rosen ereignet sich die Verkündigung. Der Engel Gabriel nähert sich schreitend von rechts, die rechte Hand zum Segensgestus erhoben, in der Linken ein Zepter als Zeichen seiner Vollmacht. Ein Schriftband über seinem Kopf enthält sein Grußwort AVE GRATIA PLENA DOMINUS TECUM (Lk 1,28 ). Maria, in blauem Kleid mit weißem Überwurf, steht auf der linken Seite, ein aufgeschlagenes Buch in der Hand, in dem sie liest. Sie ist größer als der Engel, sodass er zu ihr aufblickt. Hinter ihrem Kopf schwebt eine goldene Nimbusscheibe. Putten tragen den Mantel Mariens und den Rauchmantel des Erzengels. Über dem Spruchband, aber innerhalb des Kranzes aus Rosen, ist klein, vor goldenem Hintergrund, Gottvater zu sehen, der auf Maria blickt, darunter ist die Heiliggeisttaube, von der ein Strahlenbündel in Richtung auf Marias Mutterschoß ausgeht. Ganz unten knien die Stifter in Ritterrüstung, daneben ist das bayerische Wappen zu sehen.